# Longitarsus obliteratoides
Longitarsus obliteratoides is een keversoort uit de familie bladkevers (Chrysomelidae). De wetenschappelijke naam van de soort werd in 1973 gepubliceerd door Gruev.